# Ålderdom

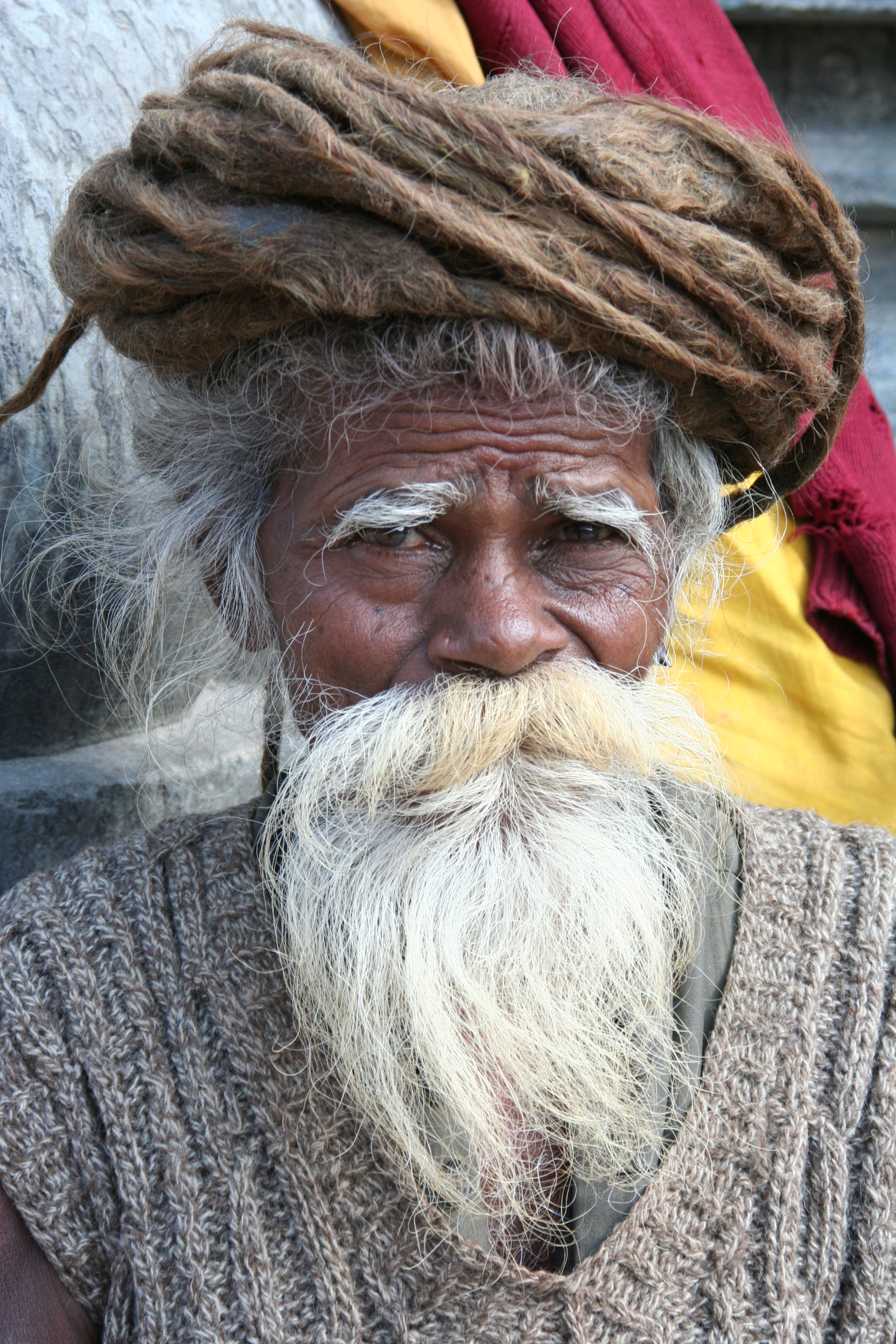
Porträtt av en gammal man från Nepal.

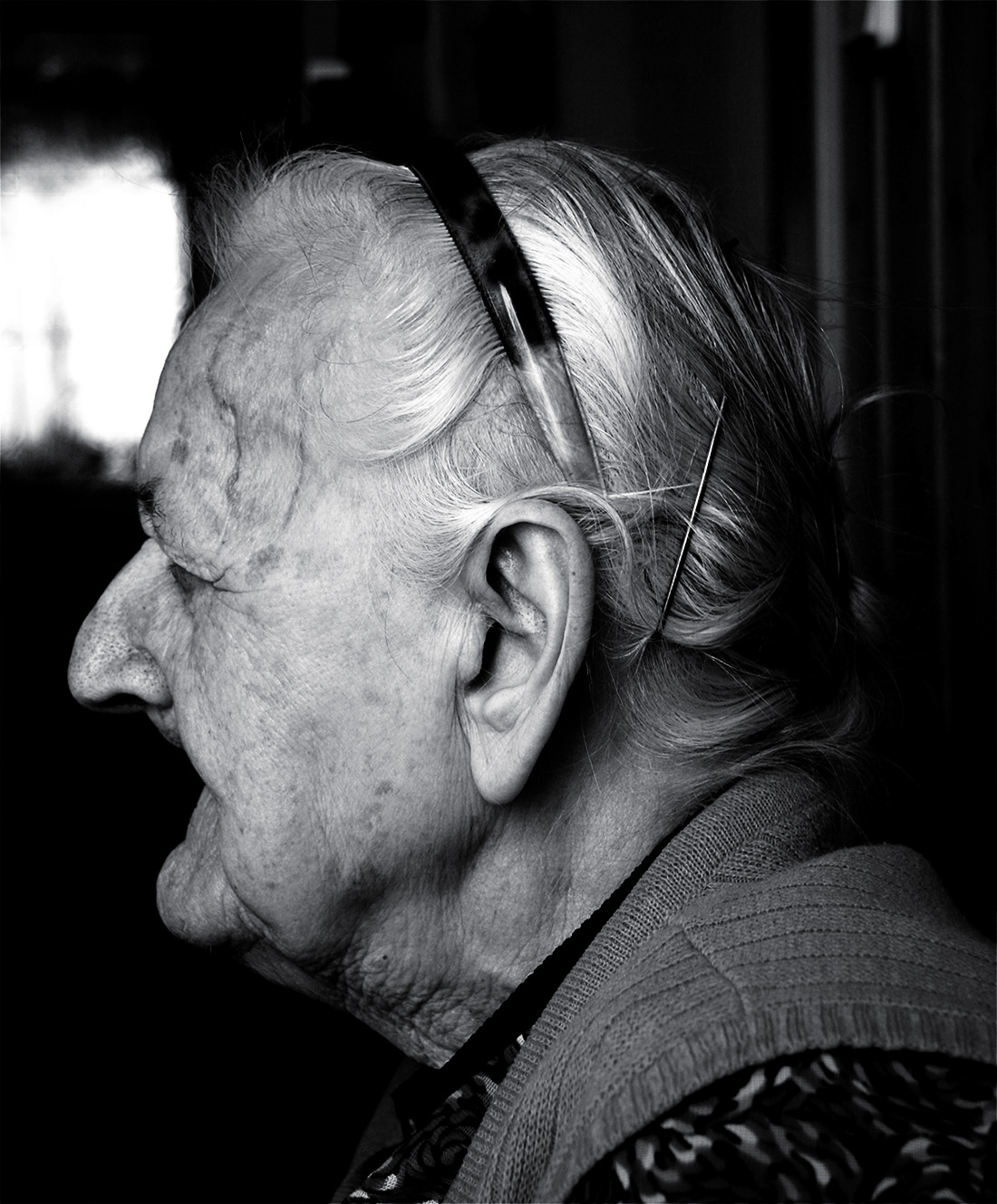
Porträtt av en gammal kvinna i Österrike.

Ålderdom är en fas i en persons liv då denne genom åldrande blivit gammal. En frisk, gammal människa har ofta inte samma ork och styrka som denne hade som ung. Dessutom är andelen individer som lider av sjukdom högre bland äldre människor, än hos yngre.

## Forskning om ålderdomen
I medicinsk forskning och sjukvård skiljer man mellan gerontologi, studiet av den friska ålderdomen, och  geriatrik, studiet av åldrandets sjukdomar.

## Äldre i samhället
För dem som inte kan klara livet själva utan hjälpande hand, organiseras i de flesta samhällen olika typer samhälleliga åtgärder för ökad äldreomsorg, som exempelvis äldreboende, servicehus och seniorboende. Utöver detta finns hemtjänst, för dem som klarar av att med viss hjälp bo kvar i sitt eget hem. En majoritet av de äldre klarar sig emellertid utan understöd från samhället, ofta med viss hjälp från yngre anhöriga.

### Fotnoter
1. ↑  ”ålderdomshem”. Nationalencyklopedin. http://www.ne.se/uppslagsverk/encyklopedi/l%C3%A5ng/%C3%A5lderdomshem. Läst 31 maj 2018.